# Son Dae-ho
Son Dae-ho (손대호?, 孫大鎬?; Pohang, 11 settembre 1981) è un ex calciatore sudcoreano, di ruolo centrocampista.